# جیدرزار
جیدرزار، روستایی از توابع بخش کامفیروز شهرستان مرودشت در استان فارس ایران است. این روستا در ۱۴۶ کیلومتری شیراز واقع شده‌است.

## جمعیت
این روستا در دهستان کامفیروز جنوبی قرار دارد و براساس سرشماری مرکز آمار ایران در سال ۱۳۸۵، جمعیت آن ۸۶ نفر (۱۹خانوار) بوده‌است.

## جاذبه‌ها
جاذبه‌های این روستا عبارتند از :بهشت گمشده، چشمه سارهای سراب، دره بالایی، حاجت و آبشار پر زرد.